# Гай Фулвий Флак (легат)
Вижте пояснителната страница за други личности с името Гай Фулвий Флак.
Гай Фулвий Флак (на латински: Gaius Fulvius Flaccus) e политик и военачалник на Римската република през 3 век пр.н.е.
Произлиза от плебейската фамилия Фулвии, клон Флак. Той е син на Марк Фулвий Флак (консул 264 пр.н.е.) и брат на Квинт Фулвий Флак (консул през 237, 224, 212 и 209 и диктатор през 210 пр.н.е.) и на Гней Фулвий Флак (претор и главнокомандващ на войската в Апулия 212 пр.н.е.).
През 212 и 211 пр.н.е. той е легат при брат си Квинт Фулвий, който обсажда град Капуа до 211 пр.н.е.
През 210 пр.н.е. той е в Рим. През 209 пр.н.е. той е в Средна Италия отново легат при брат си Квинт, където побеждават съюзените с Картаген самнитски хирпини и лукани в Средна Италия.